# Michael Jackson (giocatore di football americano 1957)
Michael Jackson (Pasco, 15 luglio 1957) è un ex giocatore di football americano statunitense.
Al college giocò a football all'Università di Washington.
Fu scelto nel corso del terzo giro (57º assoluto) del Draft NFL 1979 dai Seattle Seahawks. Ha giocato nel ruolo di linebacker nella National Football League (NFL). 

## Carriera professionistica
Jackson detiene ancora diversi record difensivi dei Washington Huskies, inclusi il maggior numero di tackle in una stagione (210) e in carriera (569) ed è stato introdotto nella formazione ideale del secolo dell'istituto. Fu scelto nel corso del terzo giro del Draft 1979 dai Seattle Seahawks e con essi rimase per tutta la carriera fino al 1986 giocando stabilmente come linebacker titolare, venendo anche premiato come sportivo dell'anno dal Seattle Post-Intelligencer.

## Statistiche
| Partite totali | 105 |
| Intercetti     | 6   |